# Mia moglie è un fantasma
Mia moglie è un fantasma (Blithe Spirit) è un film del 2020 diretto da Edward Hall.
La pellicola è tratta dalla commedia di Noël Coward Spirito allegro, già riadattata da David Lean nel film omonimo del 1945.

## Trama
Uno scrittore di successo, Charles Condomine, riceve la richiesta di scrivere una sceneggiatura di 90 pagine presa da un suo libro, per farne un film. Charles però è in preda al classico blocco dello scrittore, anche a causa della disperazione data dalla scomparsa della sua prima moglie Elvira, e non riesce a proseguire nella scrittura.
Dopo essere andato ad uno spettacolo della medium Madame Arcati, nel quale la donna viene scoperta usare un trucco per levitare ed è conseguentemente additata da tutti come una truffatrice, Charles la invita ugualmente a fare una seduta spiritica a casa sua.
Charles, la sua attuale moglie Ruth e i loro ospiti, i coniugi Bradman, sono decisamente scettici sull'esperimento, e nonostante assistano a strani colpi e movimenti del tavolo in risposta alle domande di Madame Arcati, terminano la seduta spiritica convinti di essere  stati ulteriormente presi in giro dalla medium. Nel corso della notte però, Charles si imbatte proprio nello spirito della defunta moglie Elvira.
Solo Charles può vedere e sentire Elvira, poiché Ruth non crede all'esistenza del fantasma e sia lei che le persone vicine a Charles inizialmente pensano che stia impazzendo. Elvira, gelosa di Ruth, inizia a sabotare il matrimonio di Charles, tentando di farlo innamorare nuovamente di lei e aiutandolo nella stesura delle 90 pagine del copione richiestogli, rivelando anche allo spettatore che Elvira era in realtà la vera scrittrice dei libri di Charles, pertanto la vera responsabile del successo delle sue storie.
I tentativi di Elvira di riconquistare l'amore di Charles diventano sempre più audaci e pericolosi, fino a quando anche Ruth si rende conto dell'esistenza del fantasma della defunta, dopo aver visto il pianoforte suonare senza che ci fosse nessuno nella stanza, e successivamente aver visto come un rossetto levitasse nell'aria, in realtà mosso dalle mani dell'invisibile Elvira, e come andasse ad imbrattare irrispettosamente una foto della stessa Ruth.
Ruth decide dunque di rivolgersi ancora a Madame Arcati, chiedendole di annullare l'evocazione e far sparire Elvira. La medium però ammette di non avere idea di come fare a far scomparire un fantasma dopo averlo evocato.
Sempre più fuori controllo, Elvira passa dai semplici dispetti a delle vere e proprie aggressioni, prima lanciando dei coltelli ad un'inserviente, e poi facendo cadere un intero armadietto pieno di piatti di ceramica addosso a Charles stesso, allo scopo di ucciderlo e farsi così raggiungere dall'inconsapevole consorte.
Nel frattempo, Madame Arcati scopre un modo per rimandare Elvira nell'aldilà.
In un nuovo tentativo di uccidere Charles per averlo tutto per sé, Elvira manomette l'auto di Charles, ma finisce per guidarla Ruth che muore nell'incidente, precipitando con essa da una scogliera.
Charles si riunisce con Madame Arcati, la quale inizia il rituale per far tornare nell'aldilà Elvira, ma accidentalmente invece evoca lo spirito di Ruth, che scopre grazie ad Elvira che era lei in realtà la scrittrice di tutti i libri di successo di Charles, e rapidamente inizia a vedere il consorte con disprezzo. Entrambe lo accusano di non aver mai amato veramente nessuna delle due, ma di amare solo sé stesso.
Diversi mesi dopo, con Charles a Hollywood sul set delle riprese del film per il quale ha adattato il copione, e al quale stanno prendendo parte come protagonisti Clark Gable e Greta Garbo, una giornalista smaschera Charles come un truffatore, rivelando che i dialoghi del film sono copiati alla lettera da un famoso romanziere Messicano.
Lo spirito di Elvira appare sul set e ammette di averlo fatto di proposito per rovinargli la reputazione e la carriera, e per umiliarlo pubblicamente. Charles disperato corre fuori dagli studi, dove lo spirito di Ruth alla guida di un'automobile lo investe, uccidendolo e costringendolo a stare con le sue mogli per l'eternità.

## Produzione

### Sviluppo
Il nuovo adattamento cinematografico della commedia di Coward fu annunciato nel maggio del 2019. La presenza nel cast di Dan Stevens, Isla Fisher e Judi Dench fu confermata con l'annuncio del film, così come il regista Edward Hall e gli sceneggiatori Piers Ashworth, Meg Leonard e Nick Moorcroft. Il mese successivo si unirono al cast anche Leslie Mann, Julian Rhind-Tutt, Emilia Fox, Dave Johns e James Fleet.

### Riprese
Le riprese cominciarono presso Sydney nel giugno del 2019.

## Distribuzione
Mia moglie è un fantasma è stato proiettato in anteprima il 9 ottobre 2020 al Mill Valley Film Festival e poi al San Diego International Film Festival il mese dopo. L'uscita del film, originariamente prevista per il 1º maggio 2020, fu poi posticipata al 4 settembre 2020 a causa della pandemia di COVID-19 e poi ulteriormente rimandata al 25 dicembre dello stesso anno. Nel novembre del 2020 Sky acquistò i diritti di distribuzione del film nel Regno Unito, distribuendolo su Sky Cinema il 15 gennaio 2021. In Italia è stato distribuito in streaming dal 5 agosto 2021.

## Accoglienza
Mia moglie è un fantasma è stato accolto freddamente dalla critica. Sull'aggregatore di recensioni Rotten Tomatoes, il film ottiene il 26% delle recensioni professionali positive, con un voto medio di 4,7 su 10 basato su 69 recensioni; mentre su Metacritic ha un punteggio di 48 su 100 basato su 76 recensioni.